# Mistrzostwa Świata w Lekkoatletyce 2013 – sztafeta 4 × 100 m kobiet
Sztafeta 4 × 100 metrów kobiet – jedna z konkurencji rozgrywanych podczas lekkoatletycznych mistrzostw świata na Łużnikach w Moskwie.

## Terminarz
| Data        | Godzina |            |
| ----------- | ------- | ---------- |
| 18 sierpnia | 16:15   | Eliminacje |
| 18 sierpnia | 18:10   | Finał      |

## Rekordy
| Rekord świata                                  | Stany Zjednoczone · (Tianna Bartoletta, Allyson Felix, Bianca Knight, Carmelita Jeter)       | 40,82 | Londyn, Wielka Brytania | 10 sierpnia 2012     |
| Rekord mistrzostw świata                       | Stany Zjednoczone · (Chryste Gaines, Marion Jones, Inger Miller, Gail Devers)                | 41,47 | Ateny, Grecja           | 9 sierpnia 1997      |
| Listy światowe                                 | Stany Zjednoczone Red · (English Gardner, Octavious Freeman, Allyson Felix, Carmelita Jeter) | 41,75 | Monako                  | 19 lipca 2013        |
| Rekord Afryki                                  | Nigeria · (Beatrice Utondu, Faith Idehen, Christy Opara-Thompson, Mary Onyali-Omagbemi)      | 42,39 | Barcelona, Hiszpania    | 7 sierpnia 1992      |
| Rekord Azji                                    | Chiny · (Xiao Lin, Li Yali, Liu Xiaomei, Li Xuemei)                                          | 42,23 | Szanghaj, Chiny         | 23 października 1997 |
| Rekord Ameryki Północnej, Środkowej i Karaibów | Stany Zjednoczone · (Tianna Bartoletta, Allyson Felix, Bianca Knight, Carmelita Jeter)       | 40,82 | Londyn, Wielka Brytania | 10 sierpnia 2012     |
| Rekord Ameryki Południowej                     | Brazylia · (Ana Cláudia Silva, Franciela Krasucki, Evelyn dos Santos, Rosângela Santos)      | 42,55 | Londyn, Wielka Brytania | 9 sierpnia 2012      |
| Rekord Europy                                  | NRD · (Silke Gladisch, Sabine Rieger, Ingrid Auerswald, Marlies Göhr)                        | 41,37 | Canberra, Australia     | 6 października 1985  |
| Rekord Australii i Oceanii                     | Australia · (Rachael Massey, Suzanne Broadrick, Jodi Lambert, Melinda Gainsford-Taylor)      | 42,99 | Polokwane, RPA          | 18 marca 2000        |

## Rezultaty

### Eliminacje
| Poz. | Bieg | Tor | Reprezentacja     | Zawodniczki                                                                    | Rezultat | Uwagi     |
| ---- | ---- | --- | ----------------- | ------------------------------------------------------------------------------ | -------- | --------- |
| 1.   | 3    | 4   | Stany Zjednoczone | Jeneba Tarmoh, Alexandria Anderson, English Gardner, Octavious Freeman         | 41,82    | Q         |
| 2.   | 1    | 4   | Jamajka           | Carrie Russell, Kerron Stewart, Schillonie Calvert, Sheri-Ann Brooks           | 41,87    | Q         |
| 3.   | 1    | 3   | Francja           | Céline Distel-Bonnet, Ayodelé Ikuesan, Myriam Soumaré, Stella Akakpo           | 42,25    | Q         |
| 4.   | 3    | 2   | Brazylia          | Evelyn dos Santos, Ana Cláudia Silva, Franciela Krasucki, Rosângela Santos     | 42,29    | Q         |
| 5.   | 1    | 6   | Niemcy            | Yasmin Kwadwo, Inna Weit, Tatjana Pinto, Verena Sailer                         | 42,65    | q         |
| 6.   | 2    | 5   | Wielka Brytania   | Dina Asher-Smith, Ashlee Nelson, Annabelle Lewis, Hayley Jones                 | 42,75    | Q         |
| 7.   | 3    | 6   | Rosja             | Olga Biełkina, Natalja Rusakowa, Jelizawieta Sawlinis, Jelena Bolsun           | 42,94    | q         |
| 8.   | 2    | 7   | Kanada            | Crystal Emmanuel, Kimberly Hyacinthe, Shai-Anne Davis, Khamica Bingham         | 42,99    | Q         |
| 9.   | 3    | 3   | Trynidad i Tobago | Kamaria Durant, Michelle-Lee Ahye, Reyare Thomas, Kai Selvon                   | 43,01    | SB        |
| 10.  | 3    | 7   | Polska            | Marika Popowicz, Weronika Wedler, Ewelina Ptak, Marta Jeschke                  | 43,18    | SB        |
| 11.  | 2    | 3   | Szwajcaria        | Mujinga Kambundji, Marisa Lavanchy, Ellen Sprunger, Léa Sprunger               | 43,21    | NR        |
| 12.  | 1    | 5   | Holandia          | Kadene Vassell, Dafne Schippers, Madiea Ghafoor, Jamile Samuel                 | 43,26    | SB        |
| 13.  | 1    | 2   | Dominikana        | Mariely Sánchez, Fany Chalas, Marleni Mejia, Margarita Manzueta                | 43.28    | NR        |
| 14.  | 3    | 8   | Kolumbia          | Yomara Hinestroza, Maria Alejandra Idrobo, Darlenys Obregón, Eliecith Palacios | 43,65    | SB        |
| 15.  | 2    | 4   | Włochy            | Audrey Alloh, Marzia Caravelli, Ilenia Draisci, Martina Amidei                 | 44,05    |           |
| 16.  | 3    | 5   | Chiny             | Tao Yujia, Li Meijuan, Liang Xiaojing, Wei Yongli                              | 44,22    |           |
| 17 ! | 1    | 7   | Nigeria           | Alphonsus Peace Uko, Patience Okon George, Stephanie Kalu, Regina George       | DQ       | R170.7    |
| 17 ! | 2    | 6   | Bahamy            | Sheniqua Ferguson, Shaunae Miller, Cache Armbrister, Debbie Ferguson-McKenzie  | DQ       | R163.3(a) |
| 17 ! | 2    | 2   | Ukraina           | Ołesia Powch, Natalija Pohrebniak, Marija Riemień, Jelizaweta Bryzhina         | 43,12    | R32.2(a)  |

### Finał
| Poz. | Tor | Reprezentacja     | Zawodniczki                                                                 | Rezultat | Uwagi  |
| ---- | --- | ----------------- | --------------------------------------------------------------------------- | -------- | ------ |
| 01 ! | 6   | Jamajka           | Carrie Russell, Kerron Stewart, Schillonie Calvert, Shelly-Ann Fraser-Pryce | 41,29    | CR     |
| 02 ! | 5   | Stany Zjednoczone | Jeneba Tarmoh, Alexandria Anderson, English Gardner, Octavious Freeman      | 42,75    |        |
| 03 ! | 3   | Wielka Brytania   | Dina Asher-Smith, Ashlee Nelson, Annabelle Lewis, Hayley Jones              | 42,87    |        |
| 4.   | 1   | Niemcy            | Yasmin Kwadwo, Inna Weit, Tatjana Pinto, Verena Sailer                      | 42,90    |        |
| 5.   | 2   | Rosja             | Olga Biełkina, Natalja Rusakowa, Jelizawieta Sawlinis, Jelena Bolsun        | 42,93    | SB     |
| 6.   | 7   | Kanada            | Crystal Emmanuel, Kimberly Hyacinthe, Shai-Anne Davis, Khamica Bingham      | 43,28    |        |
| 07 ! | 4   | Francja           | Céline Distel-Bonnet, Ayodelé Ikuesan, Myriam Soumaré, Stella Akakpo        | DQ       | R170.7 |
| 08 ! | 8   | Brazylia          | Evelyn dos Santos, Ana Cláudia Silva, Franciela Krasucki, Vanda Gomes       | DNF      |        |